# Етнографски музей „Дунавски риболов и лодкостроене“
Етнографски музей „Дунавски риболов и лодкостроене“ в Тутракан е част от Историческия музей на града.

## Сграда и експозиция
Музеят е открит през 1974 г. и е единствен в страните по поречието на река Дунав. Създаден е, за да съхрани богатата материална и духовна култура, обществено устройство и бит на българите от крайдунавските рибарски селища. Неслучайно музеят се намира в Тутракан, защото риболовът е основен поминък на населението в този край от древността до днес. В края на ХІХ и началото на ХХ век градът се утвърждава като център на дунавския риболов.
Музейната сграда е разположена в двор на две тераси. В лапидариума – открита експозиция, са експонирани старинни модели на рибарска лодка „чамница“ (каик) и съвременна двуостра рибарска лодка „тутраканка“, различни каменни тежести за въдици (кърмаци), които са се използвали през различните епохи от тутраканските рибари, а също така и каменни хромели за смилане на царевично брашно (малай).
Експозицията е разположена в сграда, построена през 1907 г., с интересна външна архитектура, която има 7 изложбени зали, два аранжимента на интериор и минераложка изложба.

## История на Дунавския риболов
Като поминък, риболовът по река Дунав води началото си от праисторическите времена. Археологическите находки свидетелстват, че той е познат на траките, славяните и прабългарите, за които е бил основно средство за препитание.
В края на ХІV век османската феодална власт започва да обръща сериозно внимание на дунавския риболов. Тогава риболовът по р. Дунав и крайречните езера се упражнява от българи, които ловуват с примитивни уреди, някои от които са показани в експозицията. Като центрове на риболова по реката можем да посочим, Видин, Никопол Силистра, Свищов и Тутракан с уточнението, че през ХІХ век последните два града се обособяват като големи средища за риболов и търговия с риба.
Оригиналните предмети от бита на лодкари и рибари, както и множество фотоси и графики разказват за тежкия труд на рибарите. Най-често употребявани при риболов са старинните уреди като „гарда“, „кош“, „котци“, „сляп кош“, „цоапа“, „кападжак“, а от мрежите – „невод“, „дифан“, „сетка“, „лапташ“, „ян“, „орие“, „търбух“. С тях дунавските рибари ловят значително количество риба, която предимно в прясно състояние, постъпва на пазара в много градове на страната.
Първата кооперация на рибарите в България е основана на 7 януари 1907 г. в Тутракан. От 1919 г., когато Южна Добруджа преминава в Румъния, дейността ѝ е прекратена до 1940 г., когато отново се възобновява.
Животът на тези рибари е пълен с лишения и опасности. На риболовищата те строели землянки (бордеи), покрити с тръстика, камъш (папур) или пръст. Храната им се състои от рибена чорба, печена риба и мамалига, вместо хляб. Облеклото им е най-примитивно. В дъждовно време обличали непромокаема мушама, препасвали престилка и обували кожени чорапи (калци) в цървули, които са напоени с безир и не пропускат вода.
През 2012 г. експозицията бе изцяло обновена, а в интериора бяха включени интерактивни дисплеи, аудио и видеопрезентации.